# 稲垣真美
稲垣 真美（いながき　まさみ、1926年2月8日-　）は、日本のノンフィクション作家、評論家。美学、プラトンを専攻。2012年、筆名を稲垣太瑚に変更した。
日本文芸家協会、日本ペンクラブ各会員、全日本国際酒類振興会会長。

## 来歴
京都府八幡町（現八幡市）生まれ。浄土宗の仏教学者を父にもち、幼時から少年時まで京都・鴨川沿いで育つ。
当時の木内重四郎京都府知事の構想で、大正7年実験的に特殊な英才教育を実施した京都府立師範学校附属小第二教室で学んだ。
第一高等学校 (旧制)を経て東京大学文学部美学美術史学科卒。1955年、同大学院修士課程修了。
1965年「苦を紡ぐ女」で直木賞候補。「花粉になった女」で岸田戯曲賞候補。学習院女子短期大学、佛教大学講師を務めた。
反戦平和運動や、酒に関する随筆が多い。愛酒家としても知られ全国酒類コンクールを主宰。
歌人としても「橄欖」「潮音」同人として活躍し、とくに新象徴派の一人として知られている。
1996年に岩波書店より刊行した稲垣の著書『ワインの常識』に対し、その記述がでたらめであるとしてその間違いを指摘した本『岩波新書「ワインの常識」と非常識』（山本博、人間の科学社、1997）が刊行された。
尾崎翠の全集の編纂者でもある。
2011年には、稲垣が預かっていた尾崎翠の書簡の一部が古書店などで売買された事件があり、それを報じた尾崎翠フォーラム実行委員会代表らを名誉棄損として慰謝料請求した。
2021年4月には、新たに『新新思潮 : the new current of thought & literature』という文芸誌を創刊した。創刊号には、哲学者のRobert Schinzingerや丹羽一晃、ジャーナリストの加藤千洋などが寄稿している。表紙絵は、東京藝術大学出身のアーティストの翁ちとせが描いている。裏表紙には、稲垣が常連であった、池袋にあるCafe Lampの情報が掲載されている。稲垣は、「誌名は、戦前に若き日の谷崎潤一郎や芥川龍之介、戦後も三浦朱門、有吉佐和子などが執筆した東京大生らの同人誌から取った。若い頃に仲間と創作できなかった10年のブランクを取り戻す気持ちで付けた」と毎日新聞のインタビューに答えている。

## 親族
父親の稲垣真我（1887-1988、旧名・孫十郎）は、愛知県中島郡（現・稲沢市）出身の浄土宗教師。1912年に宗教大学（大正大学の前身）を卒業し、北海道布教師、朝鮮開教使を経て、1920年にオックスフォード大学で宗教学などを学び、1923年に帰国、佛教専門学校（佛教大学の前身）教授となる。1941年に東海中学校校長就任、東海学園中学・高校の校長を歴任後、1949年に佛教大学教授、1956年から1961年まで同大学第三代学長を務め、退任後は浄土宗ハワイ開教区、開教総監を務めた。
島田裕巳の義理の叔父にあたる。

## 著書
- 『日大アウシュビッツ』三一書房 1969
- 『東大崩壊』講談社 1969
- 『高校生四五〇万の叛乱』講談社 1970
- 『兵役を拒否した日本人 灯台社の戦時下抵抗』岩波新書　1972
- 『可能性の騎手-織田作之助』社会思想社(現代教養文庫) 1973
- 『仏陀を背負いて街頭へ 妹尾義郎と新興仏教青年同盟』岩波新書　1974
- 『天皇の戦争と庶民』国書刊行会 1975
- 『変革を求めた仏教者』大蔵新書　1975
- 『セイダッカ・ダヤの叛乱』講談社 1975
- 『テロリストの女』第三文明社 1975
- 『もうひとつの反戦譜』三省堂 1976
- 『新京都物語』国書刊行会 1976
- 『内村鑑三の末裔たち』朝日選書　1976
- 『ほんものの日本酒選び』三一新書　1977
- 『きみもまた死んだ兵士』朝日新聞社 1977
- 『日本のビール』中公新書　1978
- 『ある英才教育の発見 実験教室六十年の追跡調査』講談社 1980
- 『その前夜、樹海に死す』朝日新聞社 1981
- 『ほんものの名酒百選』三一新書　1983
- 『日本の名酒』新潮選書　1984
- 『空海』徳間書店 1984 のち文庫
- 『ふるさとの名酒と焼酎』新潮選書　1984
- 『現代焼酎考』岩波新書　1985
- 『現代の名酒二百選』三一新書　1986
- 『ほんもののウイスキー・ワイン・ビール』三一新書　1987
- 『酒・千夜一夜』昭和出版 1987
- 『一休 物語と史蹟をたずねて』成美堂出版 1987
- 『日本酒の目きき 佳酒と駄酒とをどう見わけるか』徳間書店 1987
- 『女だけの「乙姫劇団」奮闘記』講談社 1990
- 『旧制一高の非戦の歌・反戦譜 めぐるもの星とは呼びて抄』昭和出版 1994
- 『日本で地ビール世界で日本酒』NTT出版 1995
- 『杉本行雄物語(観光巨人伝)』旅行読売出版社 1996
- 『おいしいワインの本』三天書房 1996
- 『ワインの常識』岩波新書　1996
- 『おいしいお酒の本 厳選六百酒を詳細に分析』三天書房 1997
- 『新・日本の銘酒110選』三天書房 1998
- 『やっぱりのみたい日本の名酒160選』新潮社 2001
- 『新しい日本酒の話』文春新書　2002
- 『良心的兵役拒否の潮流 日本と世界の非戦の系譜』社会評論社 2002
- 『旧制一高の文学 上田敏・谷崎潤一郎・川端康成・池谷信三郎・堀辰雄・中島敦・立原道造らの系譜』国書刊行会 2006
- 『新ほんものの名酒・名品 日本酒・本格焼酎・泡盛・地ビール』三一書房 2007
- 『最高の人生を送るための哲学者の言葉100』PHP研究所 2010
- 『日本酒は世界一である』彩流社 2013
- 『日本の誇る酒 日本酒・本格焼酎・泡盛・地ビール・リキュール』三一書房, 2018.4

### 共著・編纂など
- 『妹尾義郎日記』第1-2、7巻 妹尾鉄太郎共編 国書刊行会 1974-75
- 『妹尾義郎宗教論集』大蔵出版 1975
- 『尾崎翠全集』創樹社 1978
- 『ほんもののワイン探し "未知の宝庫"を訪ねて』いながき・まさみ,いなば・ゆみこ 徳間書店 1988.11
- 『定本 尾崎翠全集』（上下） 筑摩書房 1998
- 『迷へる魂 尾崎翠』筑摩書房 2004.9
- 『われら自由の学び舎に育ち 京都一中百五十周年記念』熊谷かおり共編著. ミネルヴァ書房, 2018.12
- 『新新思潮 : the new current of thought & literature』新新思潮社. 2021. 4-

## 参考
- 日本人名大辞典、著書の紹介文